# Brevi manu
Der Ausdruck brevi manu (abgekürzt „br. m.“) ist eine Bezeichnung aus dem Lateinischen und bedeutet wörtlich übersetzt „von kurzer Hand“ im Sinne von kurzerhand, kurzweg, ohne Umstände.
Die Bezeichnung wurde im deutschen Sprachraum in zweifacher Weise verwendet:
1. Im Geschäftsverkehr von Behörden: Wenn die durch ein Schriftstück veranlasste Verfügung auf das Schriftstück im Original gesetzt wurde und das Original nun mit der so angebrachten Verfügung an den Adressaten ging.
2. Als Begriff aus der Rechtssprache: brevi manu traditio bedeutet „Übergabe kurzer Hand“ und bezeichnet die Übereignung einer Sache ohne die gleichzeitige Übergabe der Sache, so, wenn der Eigentümer einer Sache, die er einem anderen ausgehändigt hat, sie diesem eigentumsweise überlässt. Es bedarf keiner förmlichen Übergabe mehr,[1] da der Erwerber bereits den für eine Übergabe notwendigen Besitz ausübt. Die brevi manu traditio ist insofern eine Besonderheit, als im römischen Recht die Grundregel galt, dass Besitzerwerb durch „körperlichen Kontakt“ (mindestens Berührung) und mit darauf ausgerichtetem „Bewusstsein“ (corpore et animo)[2] zu geschehen hatte, wozu damit eine Ausnahme geschaffen war.[3]